# 高田奈央美
髙田 奈央美（たかだ なおみ、1984年10月8日 - ）は、日本の女性声優。東京都出身。

## 人物
以前は81プロデュース、オフィス野沢（ - 2012年3月）、メディアフォースに所属していた。

## 出演作品

### テレビアニメ
2002年
- ポケットモンスター サイドストーリー（ナナコ）

2003年
- D.C. 〜ダ・カーポ〜（生徒）
- DEAR BOYS（みか）
- とっとこハム太郎（女の子A、子供B、サッカー少年B）

2009年
- 極上!!めちゃモテ委員長（ジュエル、ドアガール、母親）

2010年
- ドラゴンボール改（女の子）

### ゲーム
2009年
- エクシズ・フォルス（ベルベット）

### ドラマCD
2003年
- タクミくんシリーズ 〜10th Anniversary Complete Edition〜 ギイがサンタになる夜は

2008年
- 愛俺! 〜男子校の姫と女子校の王子〜 男子寮潜入編